# Исанино
Исанино – деревня на территории Покровской сельской администрации Покровского сельского поселения Рыбинского района Ярославской области .
Деревня расположена на автомобильной дороге Р104 на участке Углич-Рыбинск, между деревнями Дурдино (в сторону Углича) и Воробьёвка (в сторону Рыбинска), однако значительно ближе к Воробьёвке (менее 1 км), чем к Дурдино (около 3 км). Южнее Исанино, в направлении на Дурдино на небольшом удалении от дороги находится деревня Михалёво. Западнее от деревни на расстоянии около 1 км протекает река Коровка, а непосредственно по восточной окраине протекает правый приток Коровки - Кормица.  Преобладает традиционная застройка, рубленные избы, фасадами на улицу. На 1 января 2007 года в деревне проживало 6 человек. . По почтовым данным в деревне 24 дома . 
Деревня Исанина указана на плане Генерального межевания Рыбинского уезда 1792 года.
Автобус  связывает село с Рыбинском, Мышкиным и Угличем. Администрация сельского поселения в поселке и центр врача общей практики находится в посёлке Искра Октября, почтовое отделение в селе Покров (оба по дороге в сторону Рыбинска).